# Aléxandrosz Papanasztaszíu
Aléxandrosz Papanasztaszíu (görögül: Αλεξανδρος Παπαναστασιου) (Athén, 1999. február 12. ― ) olimpiai- és világbajnoki ezüstérmes görög válogatott vízilabdázó, az Olimbiakósz játékosa.

## Sportpályafutása
2018-ban a görög ANO Glifádasz csapatától a horvát bajnok Jug Dubrovnikhoz igazolt. 2022 óta a görög Olimbiakósz játékosa. Korosztályos válogatottként 2017-ben és 2019-ben junior világbajnok, 2018-ban junior Európa-bajnok volt. A görög nemzeti válogatott tagjaként a 2020-as olimpián ezüstérmet szerzett, 2022-ben világbajnoki bronzérmet, egy évvel később pedig ezüstérmet nyert a fukuokai világbajnkságon, ezutóbbi világtorna álomcsapatába is beválasztották.

## Eredményei

### Klubcsapattal

#### Jug Dubrovnik
- Horvát bajnokság
  - Bajnok: 2019, 2020, 2022
  - Ezüstérmes: 2021
- Horvát Kupa
  - Kupagyőztes: 2019

#### Olimbiakósz
- Görög bajnokság
  - Bajnok: 2023
  - Ezüstérmes: 2021
- Görög Kupa
  - Kupagyőztes: 2023

### Válogatottal

#### Junior válogatott
- Junior világbajnok (Belgrád, 2017; Kuvaitváros, 2019)
- Junior Európa-bajnok (Minszk, 2018)

#### Felnőtt válogatott
- Világbajnokság: 7. hely (Kvangdzsu, 2019)
- Európa-bajnokság: 7. hely (Budapest, 2020)
- Világliga: Bronzérmes (Tbiliszi, 2020)
- Olimpiai játékok: Ezüstérmes (Tokió, 2020)
- Világbajnokság: Bronzérmes (Budapest, 2022)
- Európa-bajnokság: 5. hely (Split, 2022)
- Világbajnokság: Ezüstérmes (Fukuoka, 2023)